# Nanophylliini
A Nanophylliini a rovarok (Insecta) osztályának a botsáskák (Phasmatodea) rendjébe, ezen belül a vándorló levelek (Phylliidae) családjába és a Phylliinae alcsaládjába tartozó nemzetség.

## Rendszerezés
A nemzetségbe az alábbi nem és fajok tartoznak:
- Nanophyllium Redtenbacher, 1906
  - Nanophyllium adisi
  - Nanophyllium hasenpuschi
  - Nanophyllium pygmaeum
  - Nanophyllium rentzi